# Theo Bair
Thelonius Bair, detto Theo (Ottawa, 27 agosto 1999), è un calciatore canadese, attaccante dell'Auxerre.

## Carriera

### Club
Il 24 luglio 2018 è stato  acquistato dai Whitecaps con un contratto pluriennale.
L'11 giugno 2019 ha esordito in MLS contro FC Dallas subentrando a partita in corso.
Il 10 agosto ha realizzato la prima rete contro i Portland Timbers, match poi perso dai canadesi per 2-1.
Il 6 agosto 2021 è stato reso noto il suo passaggio con la formula del prestito ai norvegesi dell'HamKam, valido fino al termine della stagione; con il club biancoverde vince la seconda divisione norvegese, conquistando di conseguenza la promozione in prima divisione.

### Nazionale
Nel 2018 ha preso parte con la nazionale canadese Under-20 al campionato nordamericano di categoria; nel 2020 ha invece esordito in nazionale maggiore.

## Statistiche

### Presenze e reti nei club
Statistiche aggiornate al 23 aprile 2025.
| Stagione                   | Squadra                    | Campionato                 | Campionato | Campionato | Coppe nazionali | Coppe nazionali | Coppe nazionali | Coppe continentali | Coppe continentali | Coppe continentali | Altre coppe | Altre coppe | Altre coppe | Totale | Totale |
| Stagione                   | Squadra                    | Comp                       | Pres       | Reti       | Comp            | Pres            | Reti            | Comp               | Pres               | Reti               | Comp        | Pres        | Reti        | Pres   | Reti   |
| -------------------------- | -------------------------- | -------------------------- | ---------- | ---------- | --------------- | --------------- | --------------- | ------------------ | ------------------ | ------------------ | ----------- | ----------- | ----------- | ------ | ------ |
| 2019                       | Vancouver Whitecaps        | MLS                        | 17         | 2          | CC              | 1               | 0               | -                  | -                  | -                  | -           | -           | -           | 18     | 2      |
| 2020                       | Vancouver Whitecaps        | MLS                        | 17         | 1          | CC              | -               | -               | -                  | -                  | -                  | -           | -           | -           | 17     | 1      |
| gen.-ago. 2021             | Vancouver Whitecaps        | MLS                        | 4          | 0          | CC              | 0               | 0               | -                  | -                  | -                  | -           | -           | -           | 4      | 0      |
| Totale Vancouver Whitecaps | Totale Vancouver Whitecaps | Totale Vancouver Whitecaps | 38         | 3          |                 | 1               | 0               |                    | -                  | -                  |             | -           | -           | 39     | 3      |
| ago.-dic. 2021             | HamKam                     | 1D                         | 17         | 4          | CN              | 1               | 0               | -                  | -                  | -                  | -           | -           | -           | 18     | 4      |
| gen.-giu. 2022             | St. Johnstone              | SP                         | 7          | 0          |                 | -               | -               | -                  | -                  | -                  | -           | -           | -           | 7      | 0      |
| 2022-2023                  | St. Johnstone              | SP                         | 27         | 1          | SC+CdL          | 1+3             | 0+0             | -                  | -                  | -                  | -           | -           | -           | 31     | 1      |
| Totale St. Johnstone       | Totale St. Johnstone       | Totale St. Johnstone       | 34         | 1          |                 | 4               | 0               |                    | -                  | -                  |             | -           | -           | 38     | 1      |
| 2023-2024                  | Motherwell                 | SP                         | 38         | 15         | SC+CdL          | 2+1             | 0+0             | -                  | -                  | -                  | -           | -           | -           | 41     | 15     |
| 2024-2025                  | Auxerre                    | L1                         | 26         | 2          | CF              | 1               | 0               | -                  | -                  | -                  | -           | -           | -           | 27     | 2      |
| Totale carriera            | Totale carriera            | Totale carriera            | 153        | 25         |                 | 10              | 0               |                    | -                  | -                  |             | -           | -           | 163    | 25     |

### Cronologia presenze e reti in nazionale
| Cronologia completa delle presenze e delle reti in nazionale ― Canada | Cronologia completa delle presenze e delle reti in nazionale ― Canada | Cronologia completa delle presenze e delle reti in nazionale ― Canada | Cronologia completa delle presenze e delle reti in nazionale ― Canada | Cronologia completa delle presenze e delle reti in nazionale ― Canada | Cronologia completa delle presenze e delle reti in nazionale ― Canada | Cronologia completa delle presenze e delle reti in nazionale ― Canada | Cronologia completa delle presenze e delle reti in nazionale ― Canada |
| Data                                                                  | Città                                                                 | In casa                                                               | Risultato                                                             | Ospiti                                                                | Competizione                                                          | Reti                                                                  | Note                                                                  |
| --------------------------------------------------------------------- | --------------------------------------------------------------------- | --------------------------------------------------------------------- | --------------------------------------------------------------------- | --------------------------------------------------------------------- | --------------------------------------------------------------------- | --------------------------------------------------------------------- | --------------------------------------------------------------------- |
| 8-1-2020                                                              | Irvine                                                                | Canada                                                                | 4 – 1                                                                 | Barbados                                                              | Amichevole                                                            | 1                                                                     | 57’                                                                   |
| 15-1-2020                                                             | Irvine                                                                | Canada                                                                | 0 – 1                                                                 | Islanda                                                               | Amichevole                                                            | -                                                                     | 90’                                                                   |
| 13-7-2024                                                             | Charlotte                                                             | Canada                                                                | 2 – 2 (3 – 4 dtr)                                                     | Uruguay                                                               | Coppa America 2024 - Finale 3º posto                                  | -                                                                     | 77’                                                                   |
| 15-10-2024                                                            | Toronto                                                               | Canada                                                                | 2 – 1                                                                 | Panama                                                                | Amichevole                                                            | -                                                                     | 79’                                                                   |
| 19-11-2024                                                            | Toronto                                                               | Canada                                                                | 3 – 0                                                                 | Suriname                                                              | CONCACAF Nations League 2024-2025 - Quarti di finale                  | -                                                                     | 81’                                                                   |
| Totale                                                                |                                                                       | Presenze                                                              | 5                                                                     |                                                                       | Reti                                                                  | 1                                                                     |                                                                       |

## Palmarès

### Club

#### Competizioni nazionali
- 1. divisjon: 1

HamKam: 2021